# Odlar Yurdu (szachy)
Odlar Yurdu – azerski klub szachowy.

## Historia
Klub uczestniczył w Pucharze Europy w latach 2013–2018. W inauguracyjnym sezonie zespół zajął czternaste miejsce, wygrywając z Echecs Sautron, L’Échiquier Amaytois i SC Maria Saal, remisując z Clichy-Echecs 92, Małachitem Jekaterynburg oraz przegrywając z SPBSzF Petersburg i Jugrą Chanty-Mansyjsk. W sezonie 2014 klub odniósł zwycięstwa nad Gambitem Skopje, KSK 47 Eynatten, Gros XT i SC En Passant, zremisował z SG Solingen, Ładją Kazań oraz przegrał z G-Teamem Nový Bor, zajmując w klasyfikacji czwarte miejsce. W 2015 roku azerski klub był trzynasty, natomiast w sezonie 2016 uzyskał piątą pozycję, nie przegrywając wówczas żadnego meczu. W rozgrywkach Pucharu Europy sezonu 2017 Odlar Yurdu zespół wygrał z White Rose Chess Club, TSI Ryga, Obiettivo Risarcimento Padova, Leidsch SG i Miednym Wsadnikiem Petersburg i zremisował z Globusem i po przedostatniej kolejce prowadził w klasyfikacji, jednak w ostatniej rundzie przegrał z AVE Nový Bor i spadł w klasyfikacji na trzecie miejsce, za Globus i Alkaloid Skopje. Najwyżej notowanymi zawodnikami drużyny byli wówczas Arkadij Naiditsch, Rauf Məmmədov i Qədir Hüseynov. W 2018 roku zespół zajął dziewiąte miejsce w pucharze.
W 2016 roku Odlar Yurdu zadebiutował w Pucharze Europy kobiet. Zespół wygrał wówczas z Hapoelem Riszon le-Cijjon, Lazio Scacchi i Midland Monarchs, zremisował z Noną Batumi i CS R. Fischer Chieti oraz przegrał z Jugrą Chanty-Mansyjsk i CE Monte-Carlo, zajmując w klasyfikacji piąte miejsce. W sezonie 2017 zawodniczki zespołu zajęły drugie miejsce w rozgrywkach, uzyskując zwycięstwa nad Beer Sheva Chess Club, Noną Batumi, Anatolią, SzSM Moskwa i Marmarą, remisując z Jugrą, a także przegrywając z Bossa Novą Mińsk. Skład drużyny stanowiły wówczas m.in. Zeynəb Məmmədyarova, Ülviyyə Fətəliyeva i Gülnar Məmmədova. W 2018 roku Odlar Yurdu zajął szóste miejsce w rozgrywkach, a w sezonie 2019 był czwarty. W sezonie 2022 Pucharu Europy kobiet zespół zajął szóstą pozycję.

## Arcymistrzowie w historii klubu
- Nicat Abasov[14]
- Cahangir Ağarəhimov[6]
- Ülvi Bacarani[15]
- Vasif Durarbəyli[14]
- Qədir Hüseynov[14]
- Nicat Məmmədov[14]
- Rauf Məmmədov[14]
- Zaur Məmmədov[16]
- Azər Mirzəyev[6]
- Arkadij Naiditsch[17]
- Teymur Rəcəbov[17]
- Vüqar Rəsulov[14]
- Eltac Səfərli[17]
- Emil Sutowski[14]